# Государство Сельджукидов
Государство Сельджукидов, также Сельджукская империя(тур. Büyük Selçuklu Devleti; араб. الدولة السلجوقية‎; перс. دولت سلجوقیان‎; Dawlat-i Salcūqiān) — тюрко-персидское государство (султанат), образованное в ходе сельджукских завоеваний на территории стран Ближнего и Среднего Востока тюрками-огузами, в дальнейшем получившими название туркоманы, во главе с династией Сельджукидов и просуществовавшее в период с 1037 по 1194 годы.
Глава огузского племени кынык и сюбашы Сельджук дал своё имя султанату, новому племени и династии. Его потомки объединили расколотый политический ландшафт восточного исламского мира и сыграли ключевую роль в борьбе с Первым и Вторым крестовыми походами. Сельджуки подверглись сильной персианизации как в культуре, так и в государственном управлении и языке. Они сыграли важную роль в развитии тюрко-персидской традиции, даже экспортируя персидскую культуру в Анатолию. Но при этом расселение тюркских племен в северо-западных периферийных частях империи с военно-стратегической целью отражения вторжений соседних государств привело к постепенной тюркизации этих территорий.
Годовой бюджет Сельджукской империи в XI веке составлял 215 млн золотых динаров или 3 млрд серебряных дирхамов (9 млн тонны серебра), что делает её одной из самых богатейших империй в истории.

## История

### Период завоеваний

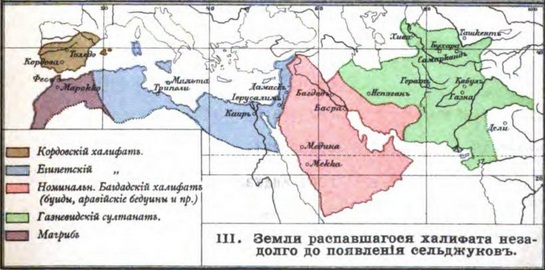
Карта распавшегося арабского халифата незадолго до вторжения Сельджуков. Автор — А. Е. Крымский

- С 1038 по 1055 гг. огузы-сельджуки овладели Хорасаном, Хорезмом, Западным Ираном (включая Иранский Азербайджан[39], историко-географическую область южнее Аракса) и Ираком. Аббасидский халиф аль-Каим Биамриллах вынужден был признать Тогрул-бека (1038—1063) султаном и «царем Востока и Запада». Сельджукский султан считался вали халифа, а сам халиф сохранял за собой только номинальный суверенитет и духовный авторитет. Столицей государства Тогрул-бека был город Рей.
- Алп-Арслан (1063—1072 гг.), сын Чагры-Бека, значительно расширил владения своего дяди Тогрула, добавив Армению вместе с крепостью Ани в 1064 году. Вторгнувшись в Византийскую империю в 1068 году, он отвоевал почти всю Анатолию[40]. Решительная победа Алп-Арслана в битве при Манцикерте в 1071 г. эффективно нейтрализовала сопротивление Византии вторжению в Анатолию[41].
- Уход Византии из Анатолии привел Грузию к непосредственному контакту с сельджуками. Грузины смогли оправиться от нашествия Алп-Арслана, закрепив за собой фему Иверия. В 1073 году сельджукские эмиры Гянджи, Двина и Дманиси вторглись в Грузию и были разбиты Георгием II, который взял крепость Карс[42]. Ответный удар сельджукского амира Ахмада нанёс поражение грузинам при Квелисцихе[43].
- Наибольшего военно-политического могущества Великая Сельджукская империя достигла при Мелик-шахе I (1072—1092 гг.)[44].

### Стабилизация и начало упадка
С конца XI века Сельджукская империя стала клониться к упадку. Основной причиной упадка стали:
- первый крестовый поход, из-за которого империя утратила Грузию, Ширван, прибрежные части Малой Азии, часть Сирии и Палестину;
- рост феодальной раздробленности и сепаратистские стремления вассалов.

Ещё при Тогрул-беке были выделены обширные уделы членам Сельджукского рода, некоторые из которых со временем превратились в фактически самостоятельные султанаты:
- Керманский, 1041—1187 гг.;
- Сирийский, 1074—1117 гг.;
- Конийский (или Румский) 1077—1307 гг.[44].

Султаны раздавали знати и рядовым воинам военные лены — икта, что давало возможность султану удерживать власть. В конце XI века завершились большие завоевания, приносившие знати новые земли и военную добычу, что привело к изменению политической ситуации в стране. Знать стремилась превратить свои владения в юридически наследственные, а свою власть над райятами — в неограниченную; владетели крупных ленов поднимали мятежи, добиваясь независимости (Хорезм в 1-й половине XII века). В сложившейся ситуации султан стал искать для себя опору в иранской чиновной знати, заинтересованной в существовании сильного государственного аппарата и сильной централизованной власти, однако эта попытка возродить староиранскую традицию централистской политики потерпела неудачу.

### Междоусобицы и раздел империи
Иллюстрации из «Макамы», автором которого является Мухаммад аль-Харири (1054–1122 гг. н. э.), высокопоставленный правительственный чиновник сельджуков. Опубликовано в Багдаде (издание 1237 г. н. э.).
После смерти Мелик-шаха I Великая Сельджукская империя была охвачена междоусобицами: султанский престол последовательно переходил от одного сына Мелик-шаха к другому:
- Махмуду (1092—1094 гг.)
- Баркияруку (1094—1104 гг.)
- Мелик-шаху II (1104—1105 гг.)
- Мухаммеду (1105—1118 гг.)

Приходилось бороться не только со знатью, но и с движением исмаилитов. В 1118 году султанат был разделён между сыном Мухаммеда — Махмудом и его дядей — Санджаром: первому достался Иракский султанат (Западный Иран и Ирак) со столицей в городе Хамадан, второму — Хорасан, Хорезм и Мавераннахр со столицей в городе Мерв.
Весной 1147 года повелитель Шираза Боз-Аба повел коалицию против сельджукского султана Масуда бин Мухаммеда. Он захватил Исфахан, короновал племянника Масуда в качестве нового султана, затем двинулся на Хамадан, и на лугу Каратекин сразился в битве, которая завершилась его пленением и казнью. «Эта битва была одной из величайших из происходивших между аджамами» — так описывал событие историк Ибн аль-Асир. Она вовлекла большинство из ключевых игроков сельджукского Иракского султаната, включавшего западную часть Иранского плато и Месопотамию. Сразу после битвы была написана декларация о победе (fath-namah) султаном Масудом. Битва при Каратекине была последней битвой между Азербайджаном и Фарсом за контроль над центральным Сельджукским пространством и повлекла за собой долго длившуюся главенствующую роль Азербайджана. После битвы при Каратекине и отступления Фарса, Персидский Ирак утратил своё центральное положение и превратился всего лишь в периферию Азербайджана. Господство Хасс-бека над сельджукским султанатом предзнаменовало подобное господство со стороны Атабека Эльданиза и его преемников во второй половине XII века. Азербайджан к тому времени превратился в бесспорную базу власти в Западном Иране. Прибывшие в X веке кочевники-скотоводы останавливались в Азербайджане. Завоевание ими Анатолии также принесло пользу области. Это событие превратило Азербайджан из отдалённой пограничной провинции в начале эпохи ислама в коммерческий хаб.
После вторжения в Среднюю Азию каракитаев (1137—1141 гг.) все области к востоку и северу от Амударьи были потеряны для Сельджукской империи. В 1153 году восстали кочевавшие близ города Балха огузы, которые разбили войско выступившего против них Санджара и взяли в плен его самого; вслед за тем балхские огузы подвергли опустошению Хорасан.
Завоевания хорезмшаха Текеша в 1194—1196 гг. положили конец Иракскому султанату.
Последний осколок распавшейся империи, Римский султанат, существовал до начала XIV века.

### Последствия экспансии сельджуков
Завоевание большей части Ближнего Востока тюрками-сельджуками из Центральной Азии в XI веке имело глубокое влияние на культуру и демографию региона, в то время как жестокость вторгнувшихся ужасала свидетелей-современников, и мусульман, и христиан. Распространенный в ту эпоху хадис гласит, что Аллах сказал: 
«У меня есть армия, которую я назвал тюрками, и я поселил их на Востоке. Когда я гневаюсь на людей, я посылаю на них тюрков».
Тюрки были известны в центральных землях ислама и раньше, в частности, в качестве воинов в армиях Аббасидских халифов. Однако именно эти вторжения сельджуков послужили началом заселения большей части Анатолии, Кавказа и северного Ирана тюркским населением, несмотря на то, что ещё больше тюркских иммигрантов прибыло в регион в монгольскую эпоху, завершив его этническую трансформацию. Нашествие сельджуков также имело глубокие последствия для Византийской империи. Несмотря на то, что она довольно успешно защищала себя в течение веков боевых действий против персов и затем арабов, она уступит большинство своих анатолийских земель тюркам в течение нескольких десятилетий.

## Экономика

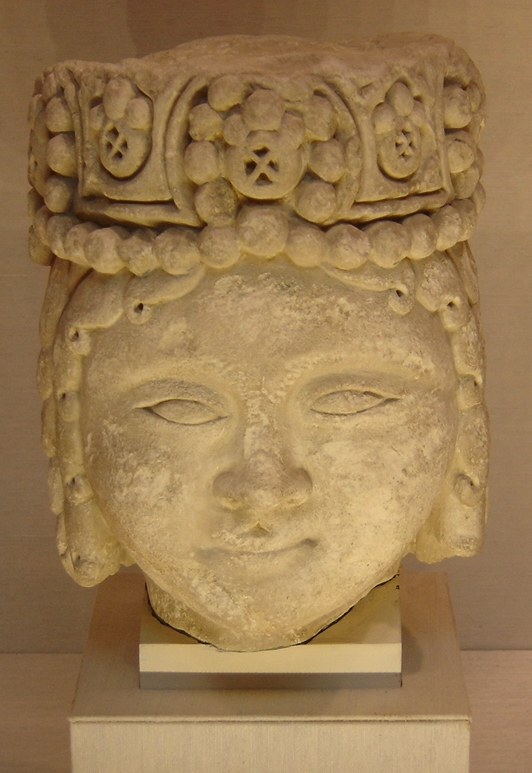
Сельжукская аристократия, 12-13 века.

В период Сельджуков до 1085 года цены на зерно оставались низкими и центнер стоил порядка ⅓ динаров. Зарплата рабочего составляла примерно 1,5 динаров в месяц. В пересчёте на натуральную поденную плату это составляет 18 килограмм пшеницы в день, что говорит о высокой плате. Экономика постепенно поднималась, восстанавливался город Багдад. Крупное строительство велось в Исфахане, который стал новой столицей тюркских султанов.

Памятник сельджукским султанам Алп-Арслану и Мелик-шаху в Ашхабаде, Туркменистан

Мятежи тюркских воинов в период правления Мелик-шаха привели к раздаче икт всем воинам, включённым в реестры военного дивана. Всего было роздано 46 000 икт, большая часть которых были мелкими и составляли одну-две деревни, с которых воин получал свою долю налогов. Доход владельца икты был больше чем оплата воина и составлял десятки динаров в год. Икты командиров давали доход в тысячу и более динаров. Они не представляли собой единую землю и были разбросаны по разным областям. Икта, которая стала основой социального строя при тюрках для господства над покорённым населением является специфически тюркским институтом.

Вазир Сельджуков Низам аль-Мульк писал о положении икта: 
«Мукта, владеющим иктами, надлежит знать, что по отношению к раятам у них нет иного приказа, кроме как собирать законную подать добрым способом… Когда же они это собрали, то и личности, и имущества, и жены и дети раятов должны быть в безопасности, так же как их орудия труда и земельные участки, и у мукта не должно быть к ним доступа. А если раяты захотят отправиться ко двору, чтобы изложить свои дела, то пусть им в этом не препятствуют. Каждому мукта, который поступит иначе, пусть укоротят руки, и икту его отберут и накажут, чтобы дать пример другим. Им надлежит знать, что земля и райаты принадлежат султану, а мукта и правители поставлены над ними как бы наместниками, дабы они с райатами вели себя подобно тому, как государь с другими, чтобы райаты были довольны, а они сами были бы избавлены от наказаний и пыток в загробной жизни».
1060—1090 годы стали периодом восстановления экономики Государства Сельджукидов, для этого времени характерны строительство и восстановление поселений, низкие цены на хлеб и высокий уровень потребления. Однако, в конце 1080 годов появились признаки «сжатия», и из-за различных факторов, в лице голода, эпидемий, высоких цен на хлеб, восстаний и в результате угнетения крестьян, «сжатие» быстро переросло в экосоциальный кризис.

## Население
Сельджуки внесли значительный вклад в изменение демографии региона. Различные группы тюрков расселились в Маргиане, Хорасане и Фарсе. Другая часть заселила Азербайджан и Турцию. Один из грузинских летописцев той эпохи, описывая тюркское население Кавказа, писал: «Все тюрки мира находятся здесь».

## Форма землевладения
Султаны выделяли тюркским племенам для поселения пограничные области — «удж», где они устроили свои кочевья. В уджах господствовали традиционные родоплеменные отношения: вождей племён и удж-беев выбирали на курултаях. Племена часто враждовали между собой и не желали подчиняться султанам.

## Армия
В особой канцелярии Сельджуков хранились списки воинов, которых регулярно вызывали на смотры, проверяли оружие и после этого выплачивали дополнительное жалование. Армия состояла из 46 000 мукт, а также племенные ополчения и наёмный корпус. Существовала система военного обучения, в которую также входили султанские охоты, спортивные игры и конное поло, что помогало воспитывать искусных наездников. Воины-мукта начали нарушать установленные порядки, передавая свои икты по наследству и вводя незаконные поборы.
Так как  территория Султаната была большой и плодородной, многие огузские кочевые племена переселялись на их земли в обмен на использование своих войск для введения каких либо военных действий. В основном у племён были в составе войск кавалерии и мечники (пехотинцы).

## Великие Сельджуки
Великими Сельджукидами были:
- Тогрул-бек (1038-63)
- Алп-Арслан (1063-72)
- Мелик-шах I (1072-92)
- Махмуд (1092-94)
- Баркиярук (1094—1104)
- Мелик-шах II (1104—1105)
- Мухаммед (1105-18)
- Санджар (1118-57)[58]

| Имя          | Годы правления | Примечание |
| ------------ | -------------- | --- |
| Тогрул-бек   | 1038—1063      | Вместе со своим братом Чагры-беком возглавлял сельджукское объединение кочевых огузов (туркоманов). Первоначально служил в армии тюркского государства Караханидов, после разгрома которого закрепился в Хорезме. Оттуда в 1028 году предпринял завоевание Мерва и Нишапура, где в 1038 году короновался султаном. К этому времени его государство включало в себя также Бухару, Балх и Газни. В 1040 году в битве при Данданакане Тогрул-бек разгромил войско султана Масуда Газневи; между 1040 и 1055 годом завоевал Хорезм, большую часть Ирана, Азербайджан, Ирак; в 1049 году начал завоевание Армении. В 1055 году захватил Багдад и до 1058 года правил Ираком. Аббасидский халиф ал-Каим был вынужден дать Тогрул-беку титул султана, а затем — «царя Востока и Запада». |
| Алп-Арслан   | 1063—1072      | Алп-Арслан был очень сильным и смелым человеком. Он также отличался благородством и благочестием. Он вёл аскетический образ жизни, и ему были присущи простой вкус и искренность. Также он отличался огромным великодушием и щедростью по отношению к своим подданным, раздавал большие средства бедным и помогал нуждающимся. Вместе с тем он был очень строг к служащим своего государства, и если узнавал, что кто-либо из них был несправедлив с подданными, то строго наказывал в пример другим. После того как Алп Арслан взошёл на престол, он казнил бывшего визиря Тугрулбека и назначил визирем Низам аль-Мулька. При этом султан практически полностью передал в его руки внутреннее управление государством, а сам занялся борьбой против внутренних и внешних врагов молодого государства. |

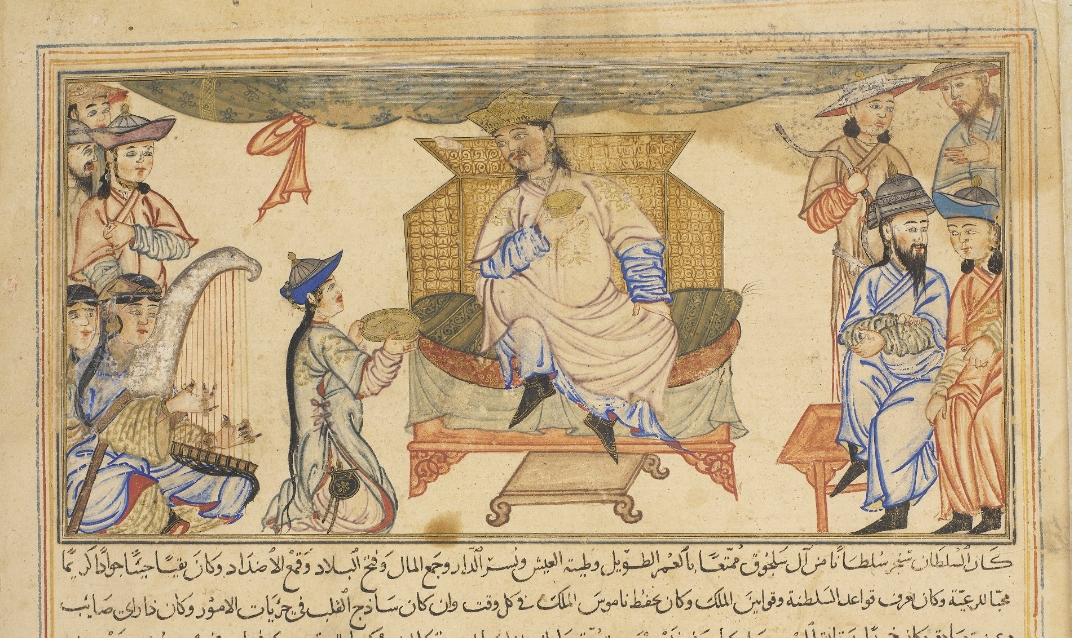
Огузский император Санжар из Сельжукской династии.

| Мелик-шах I  | 1072—1092      | В самом начале своего правления Мелик-шах подавил мятеж своего дяди Кавурда и казнил его. Во время его правления были захвачены: Анатолия, Сирия Палестина, Кавказ, Мавераннахр. Кроме военной деятельности, Мелик-шах занимался и восстановлением разрушенных и разорённых после войн и восстаний районов проживания его подданных. При дворе процветали искусство и поэзия, а также наука. При Мелик-шахе была проведена реформа календаря, созданы высшие школы в Герате, Багдаде, учёным оказывалось всяческое покровительство. Будучи ортодоксальными суннитами, султаны осуществляли преследования шиитов, в частности, исмаилитов Хасана ибн Саббаха. При его правлении, начались первый между усобные войны эмиров. Тутуш I, брат Мелик-Шаха, и Сулейман Кутулмыш воевали за Северную Сирию, где победил по итогу первый. Султан был похоронен рядом с могилой своего отца Алп-Арслана в Мерве. После смерти Мелик-шаха началась борьба за власть между его сыновьями. |
| Махмуд       | 1092—1094      | После смерти Малик-шах I начался быстрый распад империи: обособился Конийский султанат Кылыч-Арслана I, затем Сирийский Тутуша и Кирманский. В Хорезме стала быстро усиливаться вассальная династия Ануштегинидов, а в Хорасане восстал сын Алп-Арслана, Арслан-Аргун. В условиях распада государства, вдова Малик-шаха Тархан-хатун сосредоточила власть в своих руках и провозгласившей султаном своего 4-летнего сына Махмуда I. Тархан-хатун двинулась из Багдада в Исфахан, где находился сын Малик-шаха от другой жены — Беркиярук. В 1093 г. войска Тархан-хатун потерпели поражение под Баруджердом, а в 1094 г. были окончательно разбиты. Вскоре умерла Тархан-хатун, а затем скончался и Махмуд. Причиной смерти маленького султана стала оспа. |
| Баркиярук    | 1094—1104      | Он был сыном Малик-шаха I и участвовал в междоусобных войнах против своих трех братьев, Махмуда, Санджара и Мухаммеда. Когда Туркан-хатун двинулась из Багдада в Исфахан, где находился 12-летний Баркиярук, последний бежал в Рей и здесь был провозглашён султаном. Правление 12-летнего Баркиярука было заполненно междоусобицами, политическими интригами и ожесточенной борьбой различных группировок. В 1099 г. против Баркиярука выступил его сводный брат Мухаммад. Баркиярук бежал в Хузистан и в 1100 году добрался до Хорасана. Весной 1102 г. Баркиярук собрал другую армию и разбил Мухаммад в упорном бою. В 1103 г. Мухаммад был ещё раз наголову разбит у ворот Хлоя после чего ушёл в Хлат. В 1104 г. братья договорились о разделе владений. Баркиярук сохранил большую часть Западного и Центрального Ирана, Хузистан, Диярбакир и аль-Джазиру. |
| Мелик-шах II | 1105           | Стал султаном в 1105 году после смерти отца, тогда ему было ещё 5 лет. Мелик-шах II был внуком Мелик-шаха I и теоретически был главой династии, хотя его родственник Ахмад Санджар в Хорасане, вероятно, обладал более сильной властью. Он был свергнут и убит своим дядей Мухаммедом. |
| Мухаммед I   | 1105—1118      | Взошёл на багдадский трон Сельджукской империи как преемник своего племянника, Мелик-шаха II. Номинально был главой династии, хотя его брат, Ахмед Санджара в Хорасане обладал большей властью на протяжении всего его правления. |
| Санджар      | 1118—1157      | Последний представитель ветви Великих Сельджуков, был одним из младших сыновей Малик-шаха I от наложницы-рабыни. Санджар участвовал в войнах за наследство против Махмуда I, Баркиярука, Малик-шаха II и Мухаммада I. С 1097 года Санджар стал правителем большей части Персидской империи, а его столица находилась в Нишапуре. Ряд правителей восстал против него, что привело к расколу Великой Сельджукской империи. В 1118 году, после смерти последнего из сводных братьев Санджара, владения сельджуков были официально разделены. В 1141 году предпринял поход против каракитаев. Захвачен туркменами-кочевниками в 1153 году и находился в плену до 1156 года, когда он смог бежать. В следующем году Санджар умер от дизентерии и был похоронен в Мерве. |

## Культура
Сельджукские Огузы пришли в Иран как люди, которые были знакомы с исламской цивилизацией и городской жизнью и в некоторой степени симпатизировали им. 
В эпоху «Золотого века ислама» на территории Сельджукской империи жил и работал персидский натурфилософ, астрофизик и математик Омар Хайям. Он внёс вклад в алгебру построением классификации кубических уравнений и их решением с помощью конических сечений. Омар Хайям также известен созданием самого точного из ныне используемых календарей. Учеником Хайяма был такой учёный, как Музаффар аль-Асфизари
Символ льва и солнца возник в тюркской сельджукидской традиции (XII век). Он встречается на монетах тюркской династии Сельджукидов, откуда был заимствован монголами, а позднее бабуридами Индии, а позже был принят тюрками Каджарами в Иране. Это был астрологический и зодиакальный символ.

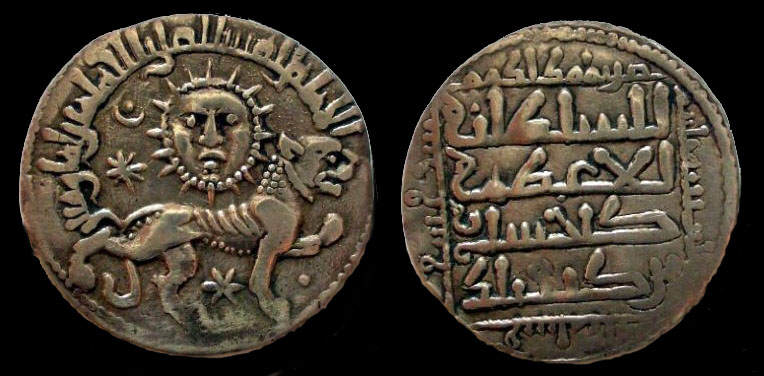
Монета сельджукида Кей-Хосрова II, Сивас, AH 638/AD 1240-1
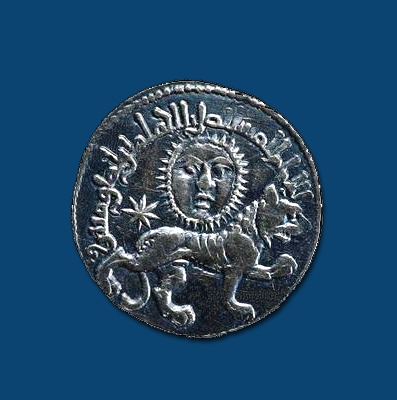
Сельджукидская монета
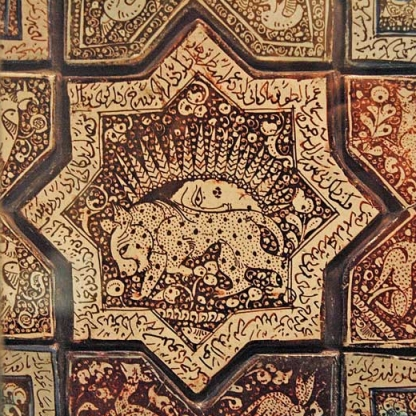
Монголы-Ильханиды, Дамган, Иран, начало XIV века
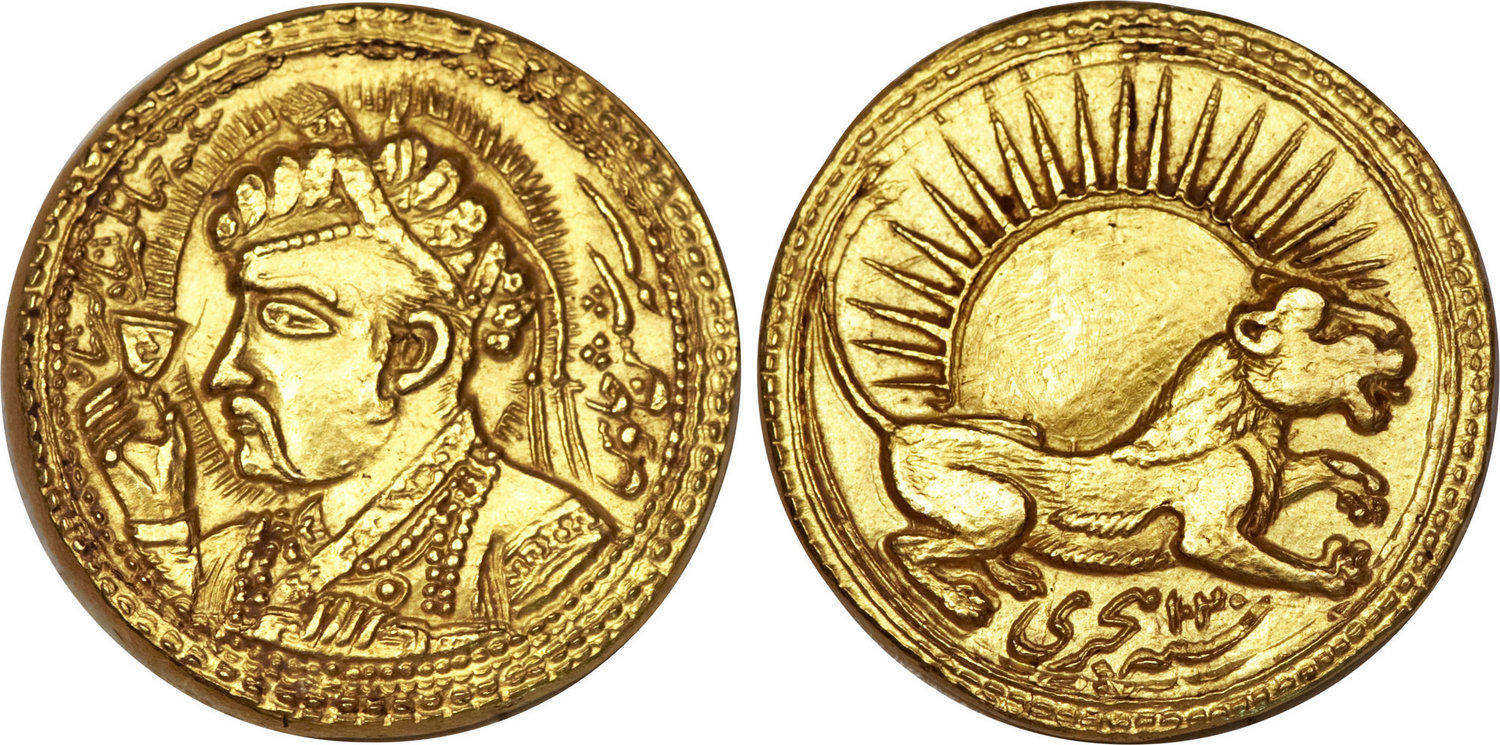
Памятная монета бабурида Джахангира от 1611 года
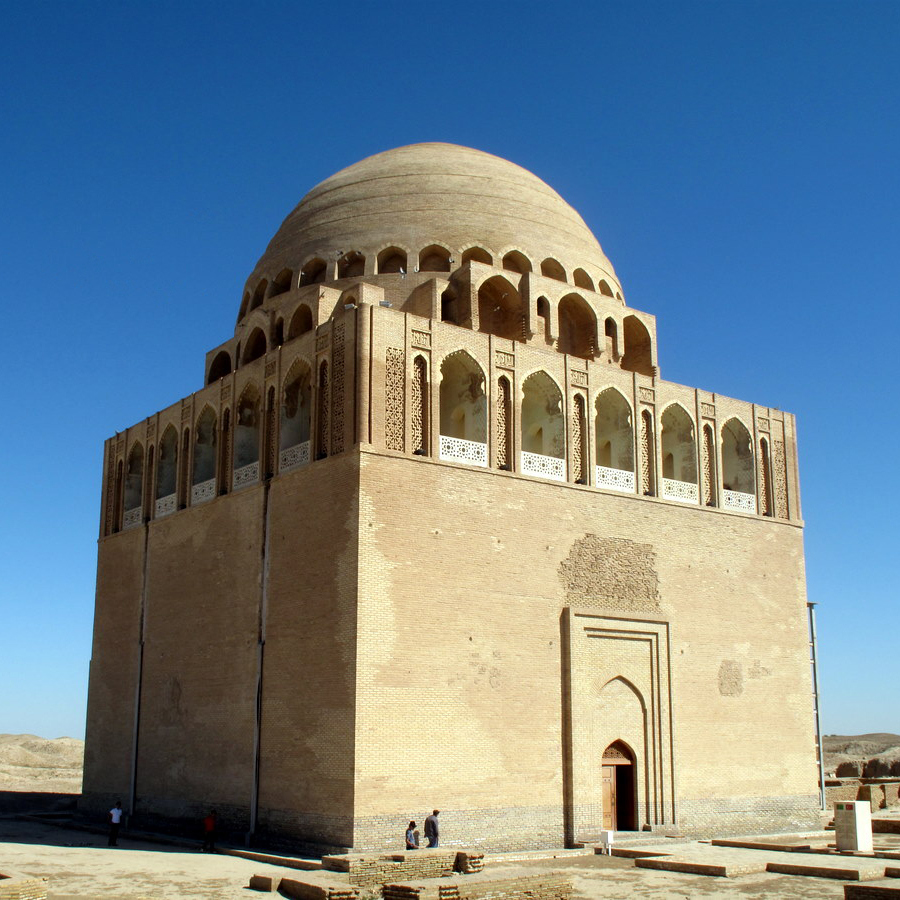
Мавзолей Султана Санджара в Мерве, Туркменистан
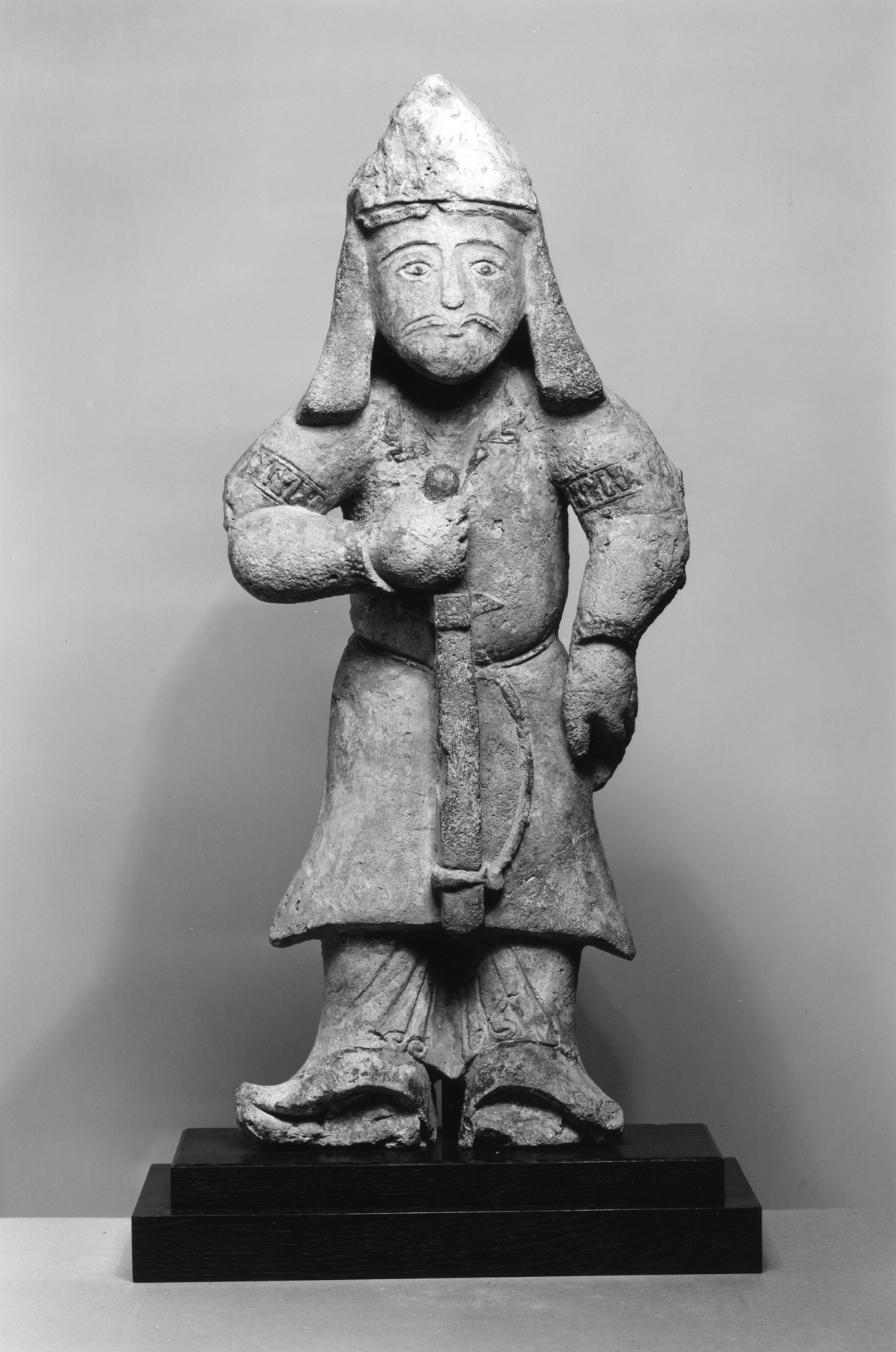
Лепная фигурка сельджука (XII век)
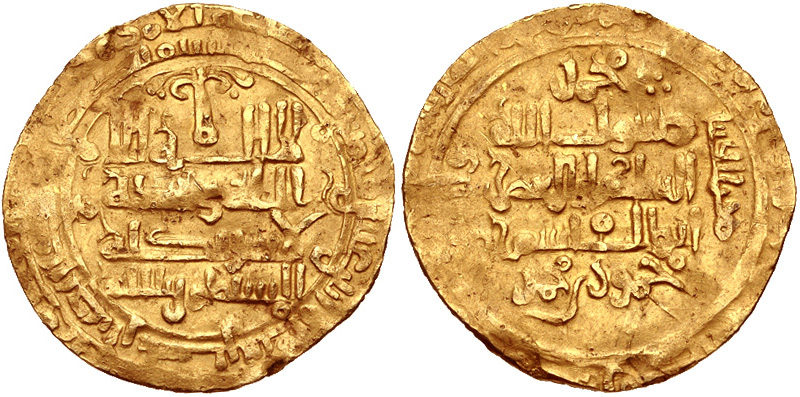
Сельджукский динар (золото), XII век
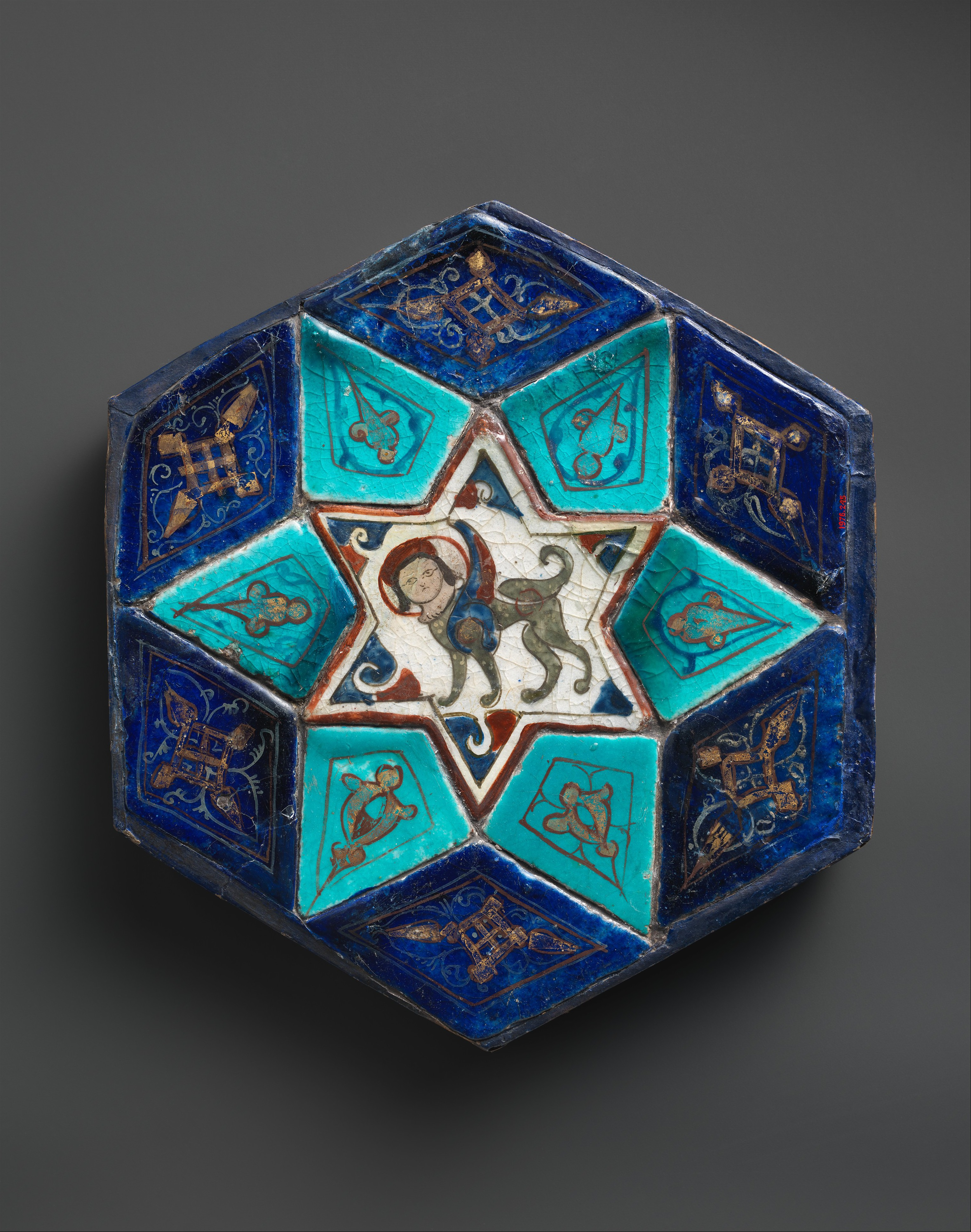
Сельджукская керамическая плитка

Мифологические, легендарные и исторические предания огузов известны под общим названием «Огуз-наме». Сельджукиды впервые при государственной поддержке основали систему медресе на мусульманском Востоке.

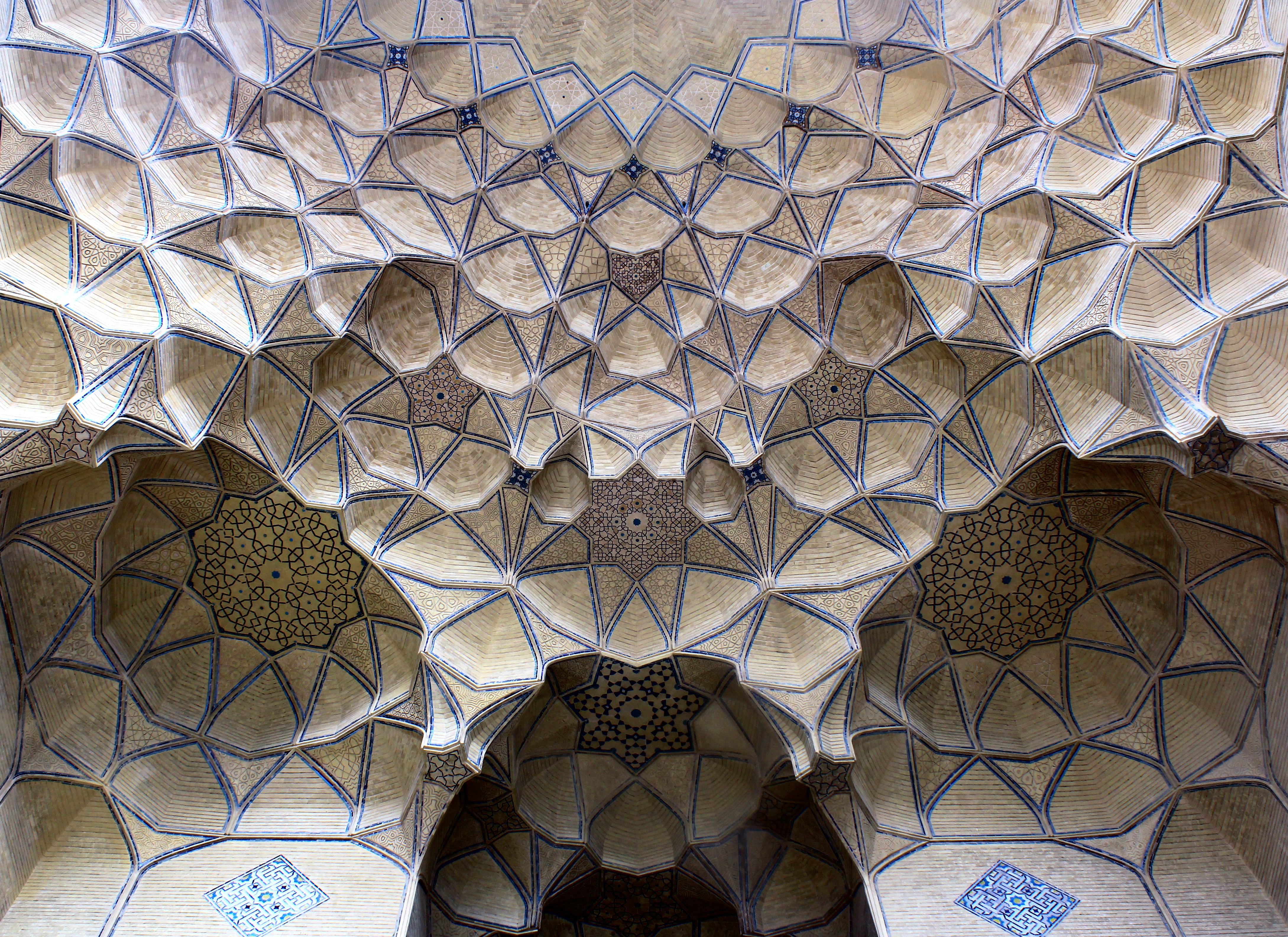
Мукарнас в мечети
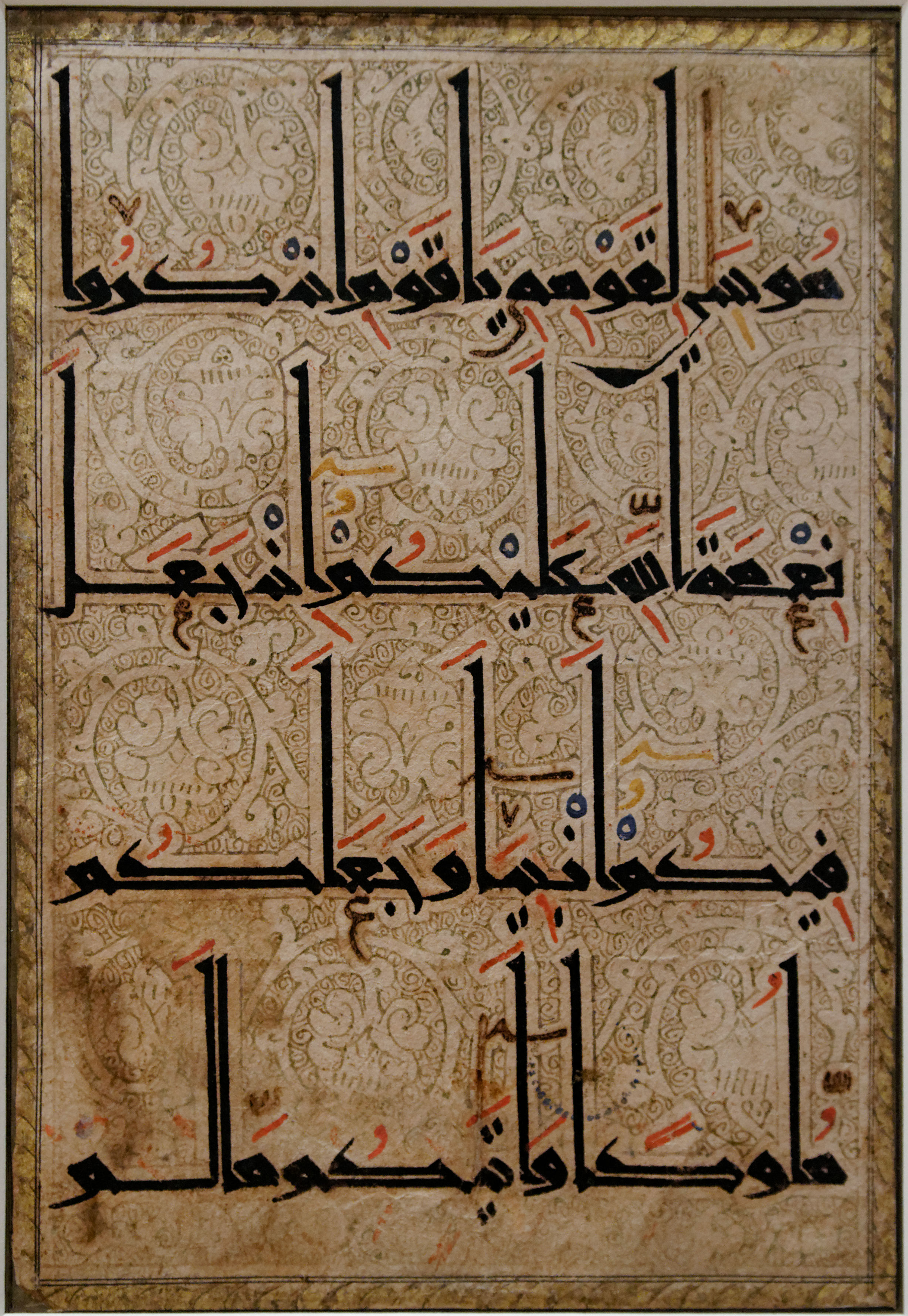
Лист из «Карматского Корана», ок. 1180 г.
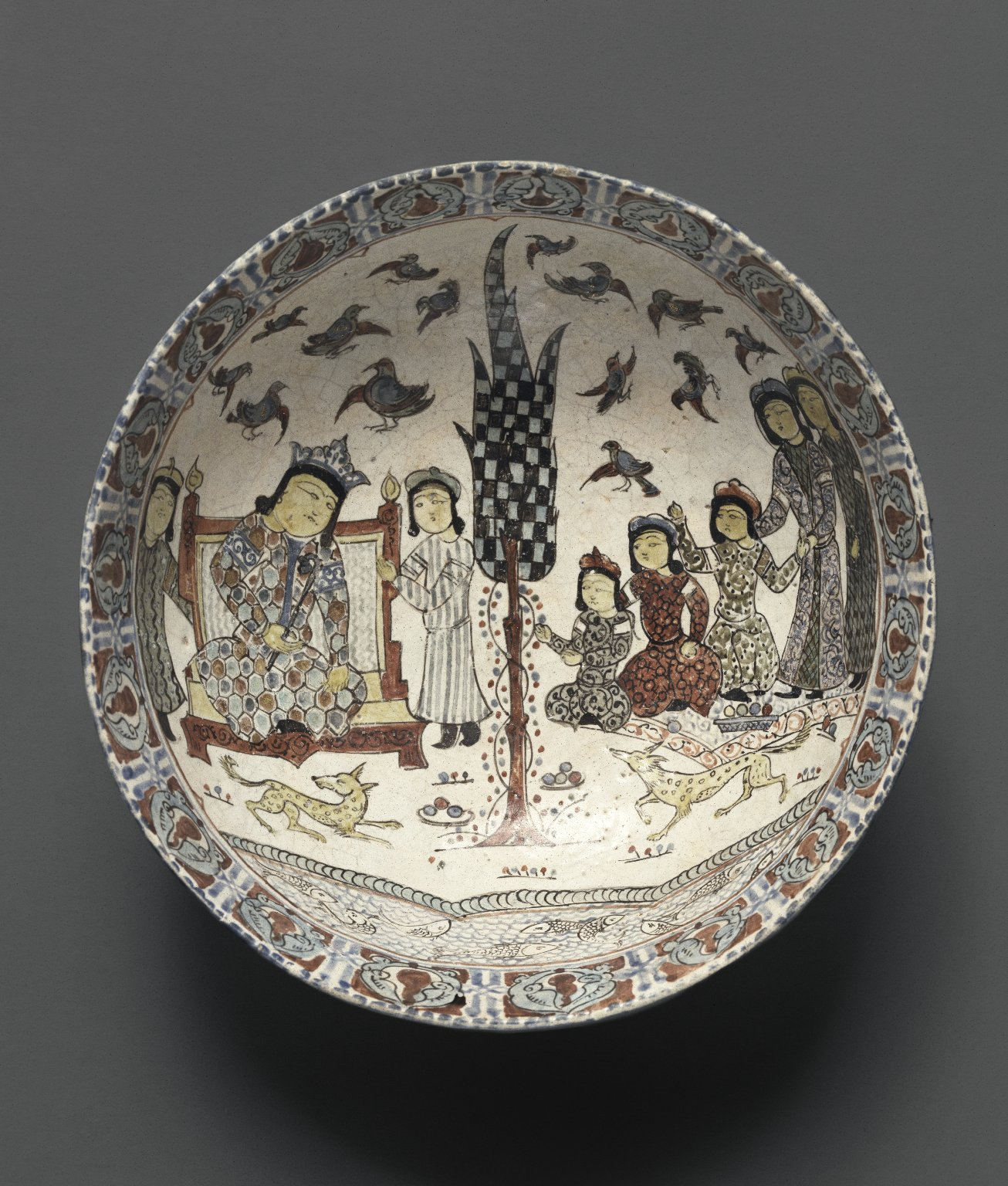
Чаша со сценой интронизации, XII-XIII вв., Бруклинский музей
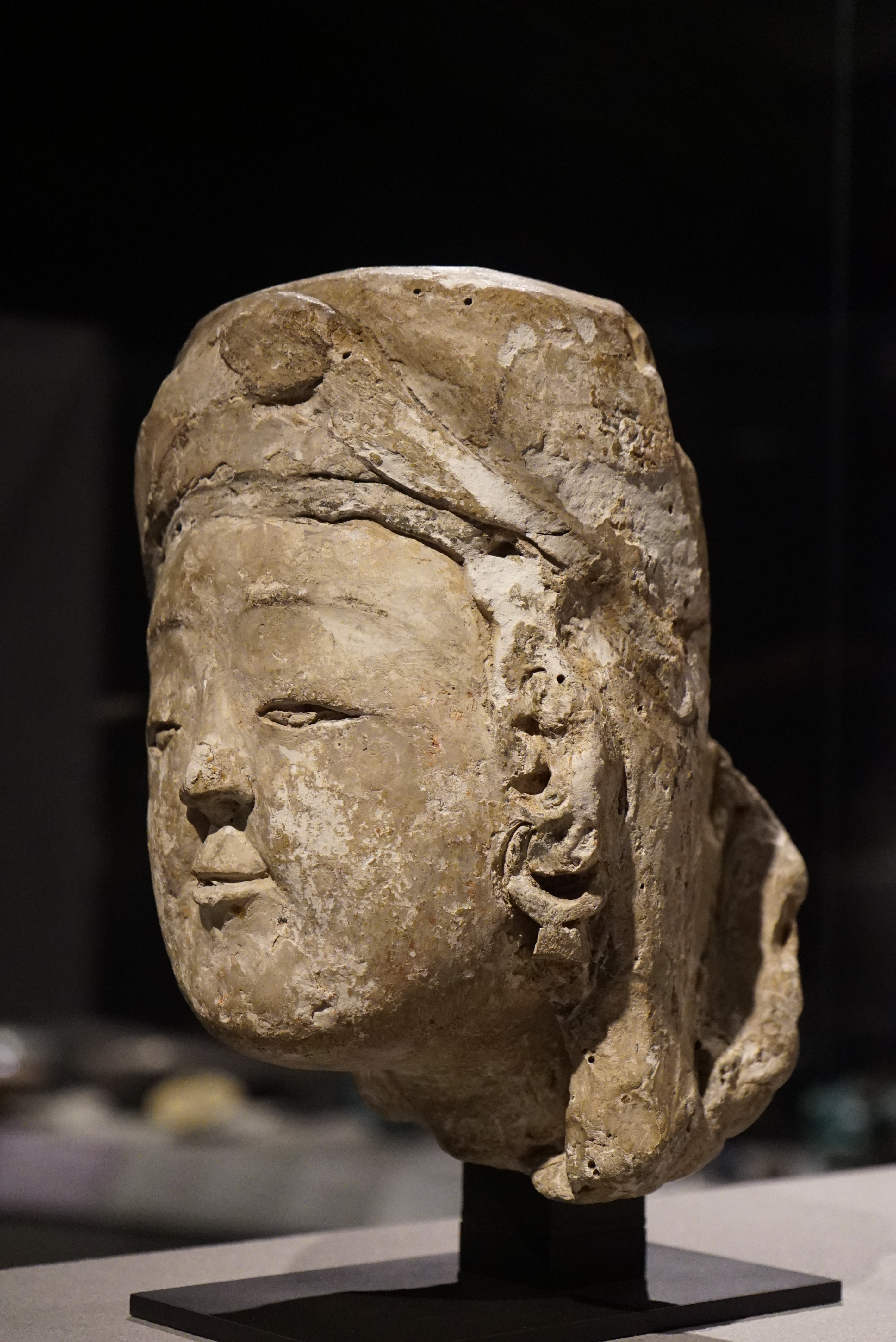
Керамическая голова сельджука
Искусство эпохи сельджуков: кувшин из Герата, датированный 1180-1210 гг. Британский музей
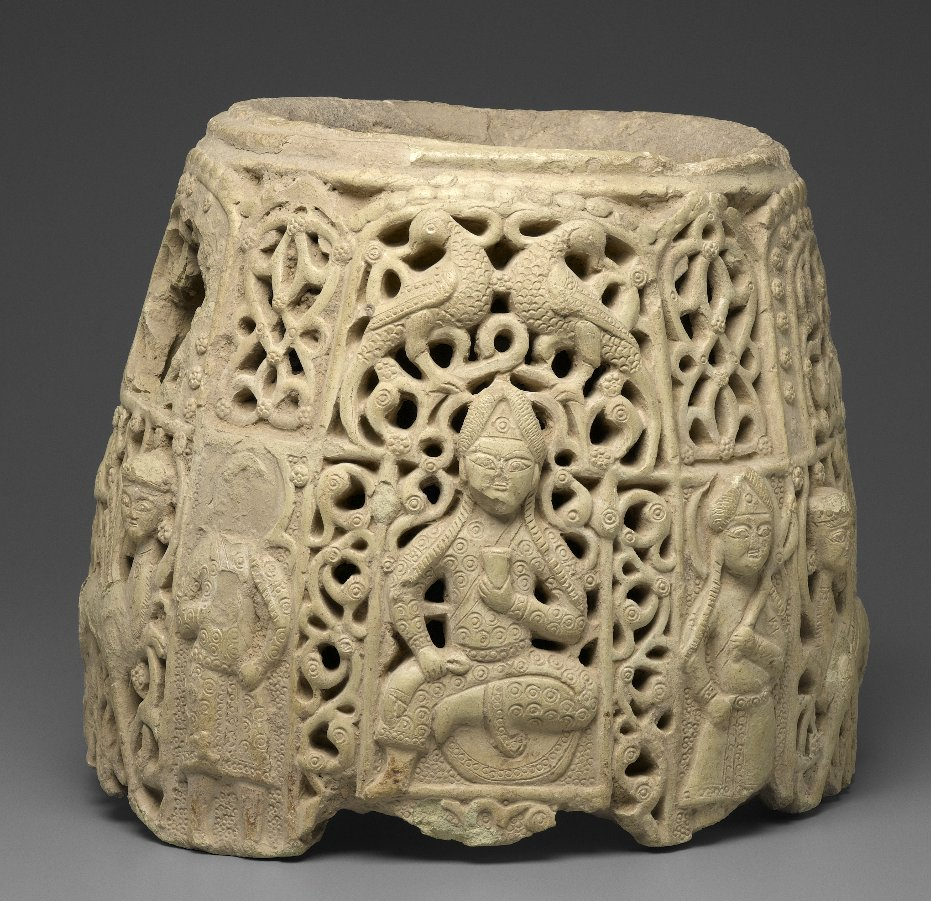
Секция кувшина для воды, Хабб, XII-XIII вв., Бруклинский музей
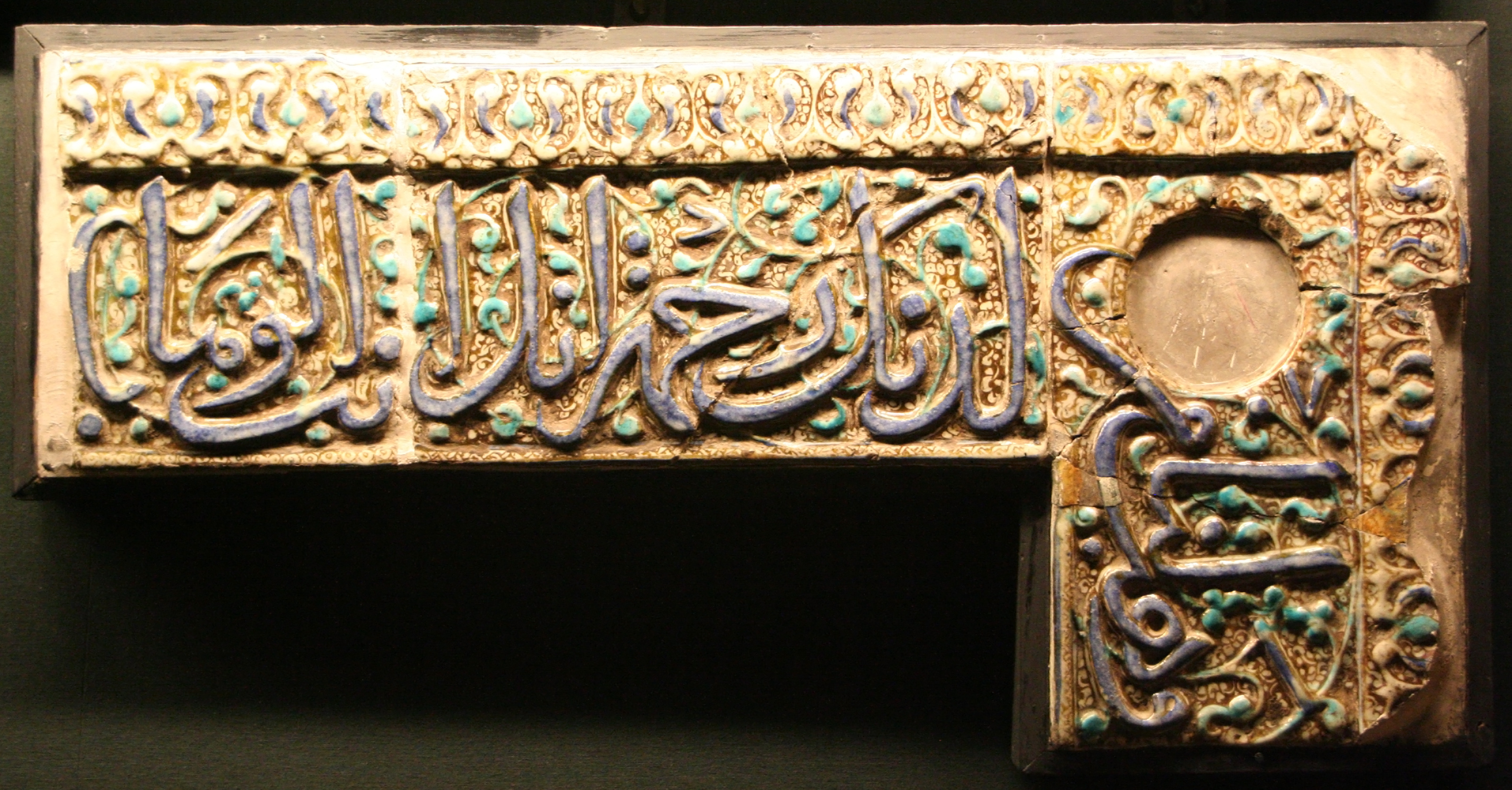
Сельджукский плиточный фриз, XI-XII вв.
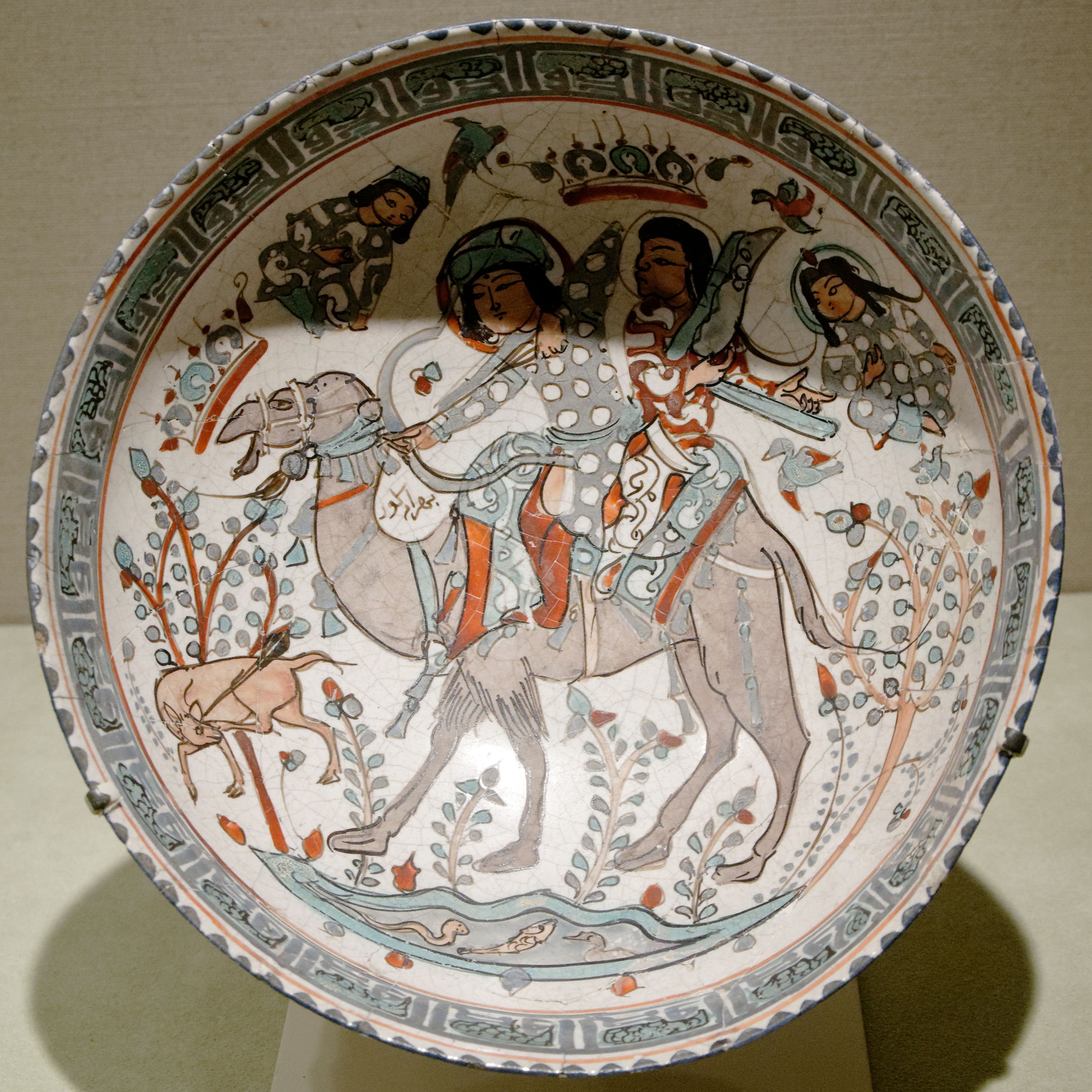
Тарелка со сценой охоты из сказки о Бахраме Гуре и Азаде, XII-XIII вв.
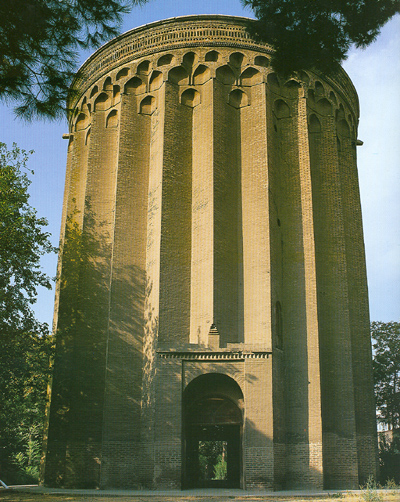
Башня Тогрула, памятник XII в.
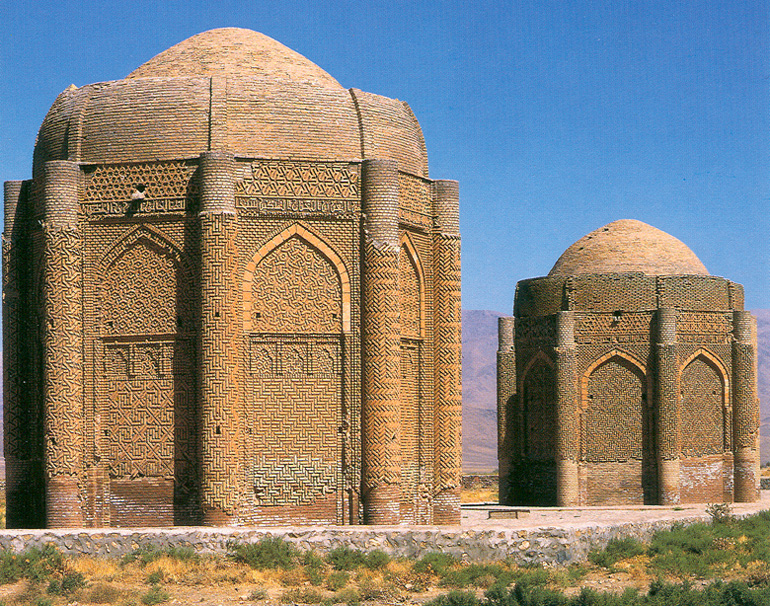
Башни-близнецы Хараган, построенные в 1053 году в Иране, являются местом захоронения принцев сельджуков